# Kim Il

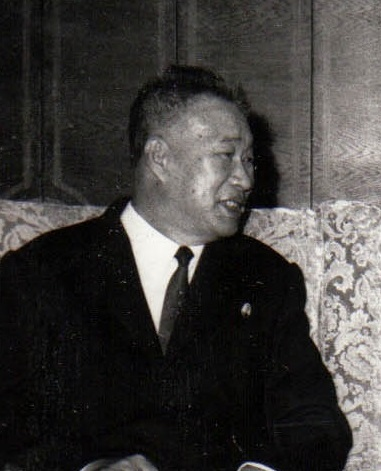
Kim Il (1974)

Kim Il (Koreaans: 김일) (20 maart 1910 – 9 maart 1984) was een Noord-Koreaans premier (1972-1976).

## Biografie
Kim Il, niet te verwarren met Kim Il-sung, bezocht de Donghung Hogeschool (1930) en sloot zich in 1933 aan bij de communistische partizanen die vanuit Mantsjoerije tegen de Japanners in Korea opereerden. In 1936 werd hij politiek commissaris onder Kim Il-sung. Met de Japanse opmars, weken de partizanen uit naar Siberië (1940).
Aan het eind van de Tweede Wereldoorlog was hij als partizaan actief op Koreaanse bodem. In november 1945 - na de Japanse capitulatie - werd Kim Il aangesteld als eerste secretaris van de communistische partij in Noord-Pyongan. In 1946 werd hij in het Centraal Comité en het Politbureau van de communistische Koreaanse Arbeiderspartij gekozen. In 1947 werd hij directeur van het Culturele Bureau van het Ministerie van Nationale Veiligheid. In het midden van de jaren vijftig was hij verantwoordelijk voor het uitschakelen van anti-Kim Il-sung elementen binnen de Koreaanse Arbeiderspartij (CND).
In augustus 1952 werd Kim Il vicevoorzitter van het Centraal Comité van de CND (tot 1961). Halverwege de jaren vijftig was hij minister van Landbouw en vicepremier. In 1959 werd Kim Il eerste vicepremier en van 1966 tot 1970 was hij lid van het secretariaat van de CND. 
Toen Noord-Korea in 1972 een nieuwe grondwet kreeg, trad Kim Il-sung af als premier en werd president. Kim Il werd als zijn opvolgers als premier gekozen. In 1976 trad hij om gezondheidsredenen af en nam de ceremoniële post van vicepresident op zich. 
Kim Il overleed in 1984. Hij gold als de nummer twee van de partijhiërarchie.